# 1934年の日本公開映画
- 映画 > 映画の一覧 > 年度別日本公開映画 > 1934年の日本公開映画
- 映画 > 1934年の映画 > 1934年の日本公開映画

1934年の日本公開映画（1934ねんのにほんこうかいえいが）では、1934年（昭和9年）1月1日から同年12月31日までに日本で商業公開された映画の一覧を記載。作品名の右の丸括弧内は製作国を示す。
記載の凡例については年度別日本公開映画#凡例を参照

## 作品一覧

### 1月
- 会議は踊る（ドイツ） - キネマ旬報ベストテン外国映画2位
- 狂乱のモンテカルロ（ドイツ）
- 風雲の支那（アメリカ）
- ブルースを唄ふ女（アメリカ）
- 街の灯（アメリカ） - キネマ旬報ベストテン外国映画10位
- 我輩はカモである（アメリカ）
- 5日
  - 只野凡児 人生勉強（日本）
- 9日
  - 空の潜航艇 （日本）
- 13日
  - 沓掛時次郎 （日本）
- 14日
  - 渡鳥木曾土産（日本）
- 31日
  - 武道大鑑（日本） - キネマ旬報ベストテン4位

### 2月
- 飢ゆるアメリカ（アメリカ）
- カイロの一夜（アメリカ）
- 鋼鉄（イタリア）
- 女性二重奏（アメリカ）
- 戦争と母性（アメリカ）
- ヒットラー青年（ドイツ）
- ホワイト・シスター（アメリカ）
- 南の哀愁（ドイツ）
- メキシコの嵐（アメリカ）
- 1日
  - 神風連（日本）
  - 東洋の母（日本）
- 8日
  - 肉弾の王者 （日本）
- 22日
  - 婦系図（日本）

### 3月
- 失踪者三万人（アメリカ）
- ディキシアナ（アメリカ）
- トパーズ（アメリカ）
- 女護ヶ島上陸（アメリカ）
- 薔薇のワルツ（イギリス）
- 酔ひどれ船（アメリカ）
- 1日
  - 呼応計画（ソ連）[1]
  - 風流活人剱（日本）[2] - キネマ旬報ベストテン5位
  - 妾は天使ぢゃない（アメリカ）
- 8日
  - さくら音頭（日本、大都映画）
  - さくら音頭 涙の母（日本、P.C.L映画製作所）[3]
  - 南風（アメリカ）
- 11日
  - ゆりかごの唄（アメリカ）[4] - 『六百万交響楽』の同時上映
  - 六百万交響楽（アメリカ）[4]
- 14日
  - さくら音頭（日本、新興キネマ）[5]
- 15日
  - 驀走する与太郎 （日本）
  - ちりめん供養（日本）
  - 不思議の国のアリス（アメリカ）[6]
  - フリスコ・ジェニー（アメリカ）[7]
- 21日
  - さくら音頭（日本、日活）[8]
- 29日
  - 丹下左膳 剣戟の巻（日本）[9]
  - 月よりの使者（日本）
  - 透明人間（アメリカ）[10]
  - 妾（わたし）の弱点（アメリカ）[11]

### 4月
- 相寄る魂（アメリカ）
- 暁の暴風（アメリカ）
- 巨人ジョーンズ（アメリカ）
- 激情の嵐（ドイツ）
- 白い肉体（アメリカ）
- 生活の設計（アメリカ） - キネマ旬報ベストテン外国映画9位
- 春の火遊び（アメリカ）
- 晩餐八時（アメリカ）
- フットライト・パレード（アメリカ）
- 坊やが盗まれた（アメリカ）
- ボートの8人娘（ドイツ）
- 真夜中の処女（アメリカ）
- 19日
  - 栄冠は躍る （日本）
- 19日
  - 戦慄の爆音 （日本）
- 26日
  - 限りなき舗道 （日本）

### 5月
- 朝やけ（ドイツ）
- 空中レヴュー時代（アメリカ）
- 少年探偵団（ドイツ）
- 世界拳闘王（アメリカ）
- 世界は還る（アメリカ）
- 流れる青空（アメリカ）
- フープラ（アメリカ）
- ボレロ（アメリカ）
- 林檎の頬（アメリカ）
- 3日
  - エノケンの青春酔虎伝（日本）
  - にんじん（フランス） - キネマ旬報ベストテン外国映画3位
- 10日
  - 霧笛（日本） - キネマ旬報ベストテン9位
  - 闇の顔役 （日本）
- 17日
  - 地上の星座　前篇（日本）
  - 忠臣蔵 刃傷篇 復讐篇（日本）
- 24日
  - 俺の喧嘩日記 （日本）
- 31日
  - 地上の星座 後篇 （日本）
  - 新撰組悲歌 （日本）

### 6月
- 愛の嗚咽（アメリカ）
- 家なき少年群（アメリカ） - キネマ旬報ベストテン外国映画6位
- お洒落王国（ドイツ）
- 昨日（アメリカ）
- 恐怖の四人（アメリカ）
- 力と栄光（アメリカ）
- ドン・キホーテ（フランス） - キネマ旬報ベストテン外国映画6位
- 女人禁制（ドイツ）
- 伯爵令嬢（ドイツ）
- 舗道の三人女（アメリカ）
- 7日
  - 地獄の争闘 （日本）
- 21日
  - 暁の浚渫船 （日本）
- 28日
  - 三家庭（日本）
  - 隣の八重ちゃん（日本） - キネマ旬報ベストテン2位

### 7月
- トト（フランス）
- 爆弾の頬紅（アメリカ）
- 舗道の雨（アメリカ）
- 夜間飛行（アメリカ）
- 14日
  - 一本刀土俵入り（日本） - キネマ旬報ベストテン8位
- 19日
  - 咆哮炸裂 （日本）

### 8月
- 或る夜の出来事（アメリカ） - キネマ旬報ベストテン外国映画5位
- 裏切る唇（アメリカ）
- 栄光のハリウッド（アメリカ）
- 踊る奥様（ドイツ）
- 人生の高度計（アメリカ）
- 第二の人生（ドイツ）
- 立ち上がる米国（アメリカ）
- 吼えろ！ヴォルガ（フランス）
- 流行の王様（アメリカ）
- 若きハイデルベルヒ（ドイツ）
- わが心の灯（アメリカ）
- 15日
  - 銀鱗の花籠 （日本）
- 30日
  - 女はどうなるか （日本）

### 9月
- かたみの傑作（アメリカ）
- 空襲と毒瓦斯（イギリス）
- トンネル（ドイツ/フランス）
- 南風の恋歌（アメリカ）
- めりけん商売（アメリカ）
- ワンダー・バー（アメリカ）
- 1日
  - 愛憎峠 （日本）
- 8日
  - ムーラン・ルージュ（アメリカ）[12]
- 13日
  - 南風（アメリカ）[13] - キネマ旬報ベストテン外国映画4位
  - 黒猫（アメリカ）[14]
- 20日
  - 微笑む友情 （日本）
  - ターザンの復讐（アメリカ）[15]
- 21日
  - 生ける人形（アメリカ）[16]
- 27日
  - 鮮血の掟 （日本）

### 10月
- 五十六番街の家（アメリカ）
- 今宵こそは（ドイツ）
- 勝利の朝（アメリカ）
- 第三階級（アメリカ）
- 若草物語（アメリカ）
- 弓矢八幡剣 （日本）
- 17日
  - その夜の女 （日本） - キネマ旬報ベストテン7位
- 25日
  - 港の伊達男 （日本）
  - 俺は日本人だ （日本）

### 11月
- 維納の再会（アメリカ）
- 歓呼の嵐（アメリカ）
- クレオパトラ（アメリカ）
- 恋と胃袋（アメリカ）
- 紅蘭（アメリカ）
- 心の緑野（アメリカ）
- 宿命の窓（アメリカ）
- 商船テナシチー（フランス） - キネマ旬報ベストテン外国映画1位
- 泰西侠盗伝（アメリカ）
- ダンシング・レディ（アメリカ）
- 特急二十世紀（アメリカ）
- 虹の都へ（アメリカ）
- 母の手（フランス）
- 1日
  - 金環蝕（日本）
- 15日
  - 生きとし生けるもの（日本） - キネマ旬報ベストテン3位
  - 北進日本（日本） - キネマ旬報ベストテン6位
- 16日
  - クリスチナ女王（アメリカ）
- 23日
  - 浮草物語（日本） - キネマ旬報ベストテン1位
- 29日
  - 雁太郎街道 （日本） - キネマ旬報ベストテン10位
- 30日
  - 空飛ぶ癇癪玉 （日本）

### 12月
- 或る日曜日の午後（アメリカ） - キネマ旬報ベストテン外国映画6位
- 黒騎士（ドイツ）
- これがアメリカ艦隊（アメリカ）
- コングの復讐（アメリカ）
- ブロンドの夢（ドイツ）
- ベビイお目見得（アメリカ）
- マダムと踊子（アメリカ）
- ロイドの大勝利（アメリカ）
- 22日
  - 恋愛修学旅行 （日本）
- 31日
  - 暁の超特急 （日本）